# Ernst Ritter von Mann Edler von Tiechler

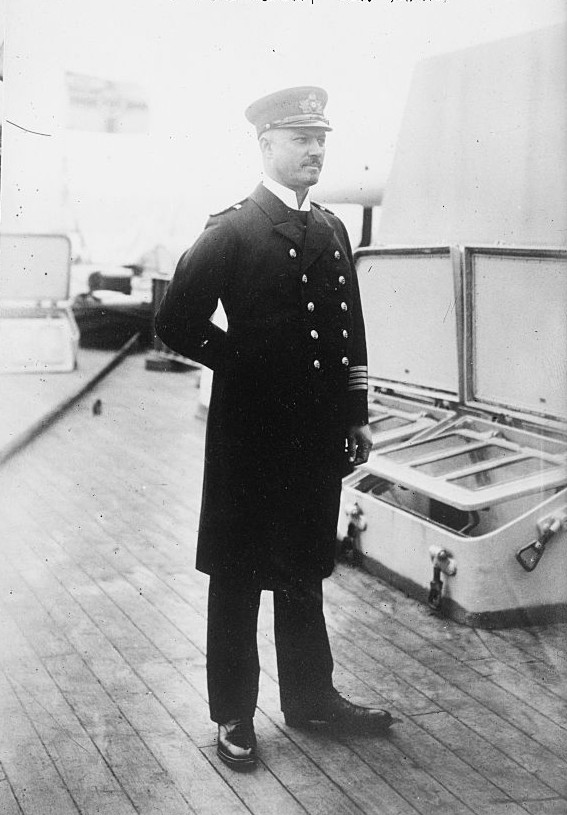
Ritter von Mann als Kommandant des Großen Kreuzers SMS Moltke 1912

Ernst Karl August Klemens Ritter von Mann Edler von Tiechler (* 11. April 1864 in Burghausen, Oberbayern; † 2. Oktober 1934 in Bad Reichenhall) war ein deutscher Vizeadmiral.

## Leben
Ernst war der Sohn des bayerischen Hauptmanns Klemens Ritter von Mann Edler von Tiechler (1829–1903) und dessen Ehefrau Auguste, geborene Rink (1840–1921). Er heiratete 1899 Kathinka Günter (1878–1955). Ihr Sohn war Dr. phil. Friedrich Franz Klemens Ritter von Mann Edler von Tiechler (1899–1985).
Mann trat am 21. April 1884 in die Kaiserliche Marine ein und wurde 1887 Unterleutnant zur See. Er besuchte die Kriegsakademie und war im Anschluss daran Kommandant einiger Torpedoboote. Zuletzt war er 1. Admiralstabsoffizier des I. Geschwaders. Krankheitsbedingt schied er im Frühjahr 1905 aus der Marine aus und war bis 1907 bei der Germaniawerft Kiel als marinetechnischer Berater und stellvertretender Direktor tätig. Nach seinem Wiedereintritt in die Marine erfolgte 1908 die Beförderung zum Fregattenkapitän. Im Oktober 1907 erhielt er das Kommando über den Kleinen Kreuzer Hamburg, der 1908 und 1909 auch Begleitkreuzer der Kaiseryacht Hohenzollern war. Von Korfu aus wurde der Kreuzer im April 1909 an den Golf von Alexandrette entsandt, um die Lage zu beobachten und Übergriffe auf Christen zu verhindern. Im Einsatz vor Mersin waren auch Kriegsschiffe anderer Staaten, wie das britische Linienschiff Triumph und der französische Panzerkreuzer Victor Hugo, mit denen teilweise zusammengearbeitet wurde. Im Dezember 1908 wurde er Kapitän zur See und blieb bis September 1909 Kommandant der Hamburg.
Von September 1909 bis September 1911 stand er an der Spitze des Torpedoversuchskommandos. In dieser Funktion war er auch Kommandant des Großen Kreuzers Friedrich Carl. Vom 30. September 1911 bis zum Januar 1913 war er als erster Kommandant mit der Führung des Großen Kreuzers Moltke betraut. Nachdem das Schiff am 1. April 1912 aus dem Probefahrtverhältnis entlassen war, bildete es mit dem Kleinen Kreuzern Stettin und Bremen eine Kreuzerdivision unter Konteradmiral von Rebeur-Paschwitz, um den Besuch eines amerikanischen Geschwaders 1911 in Kiel zu erwidern. Moltke und Stettin liefen über die Azoren in die Vereinigten Staaten, wo sie vor dem Besuch mit dem Stationskreuzer Bremen  zusammentrafen. Die deutsche Division lief auch noch New York an und Moltke und Stettin liefen dann vom 13. bis zum 24. Juni wieder in die Heimat zurück. Anschließend begleitete die Moltke noch die Kaiseryacht mit Wilhelm II. zu einem Zusammentreffen mit dem russischen Zaren Nikolaus II. vom 4. bis 6. Juli 1912 in Baltischport. Anschließend wurde die Moltke Flaggschiff des Befehlshabers der Aufklärungsschiffe´, Vizeadmiral Gustav Bachmann. Wegen einer Erkrankung des bisherigen Kommandanten übernahm Mann am 12. Januar 1913 das Kommando auf dem Großlinienschiff Kaiser bis zum September 1913. Die Kaiser war im Januar 1913 Flaggschiff der V. Division, bestehend aus den Großlinienschiffen Kaiser, Kaiserin, Friedrich der Große, König Albert und Prinzregent Luitpold. Im September 1913 gab Mann das Kommando der Kaiser an Kapitän zur See Adolf von Trotha ab und wurde Chef des Stabes der Hochseeflotte unter Admiral Friedrich von Ingenohl. Krankheitsbedingt wurde er von dieser Position schon kurz nach Kriegsausbruch im September 1914 abgelöst.

### Erster Weltkrieg

Familiengrab derer von Mann auf dem Friedhof St. Zeno in Bad Reichenhall

Von November 1914 bis Ende 1917 fungierte er als Inspekteur des Torpedowesens. Am 22. September 1915 erfolgte die Beförderung zum Konteradmiral. Im Dezember 1917 wurde Mann Direktor des neu gegründeten U-Boot-Amtes im Reichsmarineamt, wo am 27. Januar 1918 die Beförderung zum Vizeadmiral erhielt. Im Oktober gleichen Jahres wurde er Staatssekretär des Reichsmarineamts.
Am 2. November 1918 wählte Mann kaisertreue Kommandanten aus, um Schlachtschiffe, die während des Kieler Matrosenaufstandes von meuternden Soldaten besetzt waren, zu versenken. Am 5. November 1918 bat er das Kabinett in Berlin um Erlaubnis, Kiel von Land- und Seeseite her anzugreifen, um so die Rebellion zu beenden. Beiden Anfragen wurde nicht stattgegeben.
Am 13. Februar 1919 quittierte Mann seinen Dienst und ging in den Ruhestand.

## Tod
Ernst Karl August Klemens Ritter von Mann Edler von Tiechler starb am 2. Oktober 1934 in Bad Reichenhall.

## Auszeichnungen
- Roter Adlerorden II. Klasse mit Eichenlaub und Schwertern[4]
- Kronenorden II. Klasse[4]
- Eisernes Kreuz (1914) II. und I. Klasse[4]
- Preußisches Dienstauszeichnungskreuz[4]
- Ritterkreuz II. Klasse des Ordens vom Zähringer Löwen mit Eichenlaub[4]
- Bayerischer Militärverdienstorden II. Klasse mit Schwertern[4]
- Hanseatenkreuz Lübeck[4]
- Friedrich-August-Kreuz I. Klasse[4]
- Orden der Heiligen Mauritius und Lazarus am 12. Februar 1914